# Мале Граховше
Мале Граховше (словен. Male Grahovše) — поселення в общині Лашко, Савинський регіон, Словенія. Висота над рівнем моря: 576,4 м.